# Mario Giambelli
Mario Giambelli (Desio, 17 maggio 1897 – ...) è stato un sollevatore italiano.

## Biografia
Nato nel 1898 a Milano, gareggiava nella classe di peso dei pesi mediomassimi o massimi-leggeri (82.5 kg).
A 26 anni partecipò ai Giochi olimpici di Parigi 1924, nei pesi massimi-leggeri, chiudendo 6º con 480 kg totali alzati, dei quali 77.5 nello strappo a una mano, 97.5 nello slancio a una mano, 82.5 nella distensione lenta, 95 nello strappo e 130 nello slancio.